# Gorgona (Italië)
Gorgona is een eiland in de Ligurische Zee voor de westkust van Italië. Het ligt 37 kilometer uit de kust van Livorno en hoort ook bij die gemeente. Het is het kleinste en noordelijkste eiland van de Toscaanse Archipel en heeft een oppervlakte van 220 hectare.
Op het eiland bevindt zich sinds 1869 een strafkolonie die het grootste deel van het eiland beslaat. Het eiland is bergachtig met parasoldennen en maquis.